# Транссахарская торговля

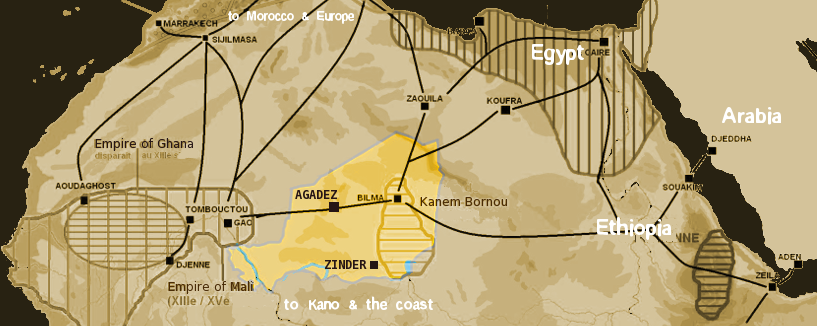
Транссахарские торговые пути около 1400 года. Выделена территория современного Нигера.

Транссахарская торговля — сеть торговых операций, охватывающих большую часть Западной и Северной Африки. Торговля осуществлялась по караванным путям до середины XX в. В мирное время переход через Сахару и обратно занимал примерно 18 месяцев.

## Торговля в древности
Вдоль двух главных дорог, пересекающих пустыню с юга на север, были найдены изображения колесниц. Из этого исследователями был сделан вывод, что через Сахару ещё в древности пролегали торговые пути. Жившие там гараманты были посредниками в торговле слоновой костью, карбункулами и рабами между Севером (Карфагеном, Древним Римом) и Югом.

## Торговые пути

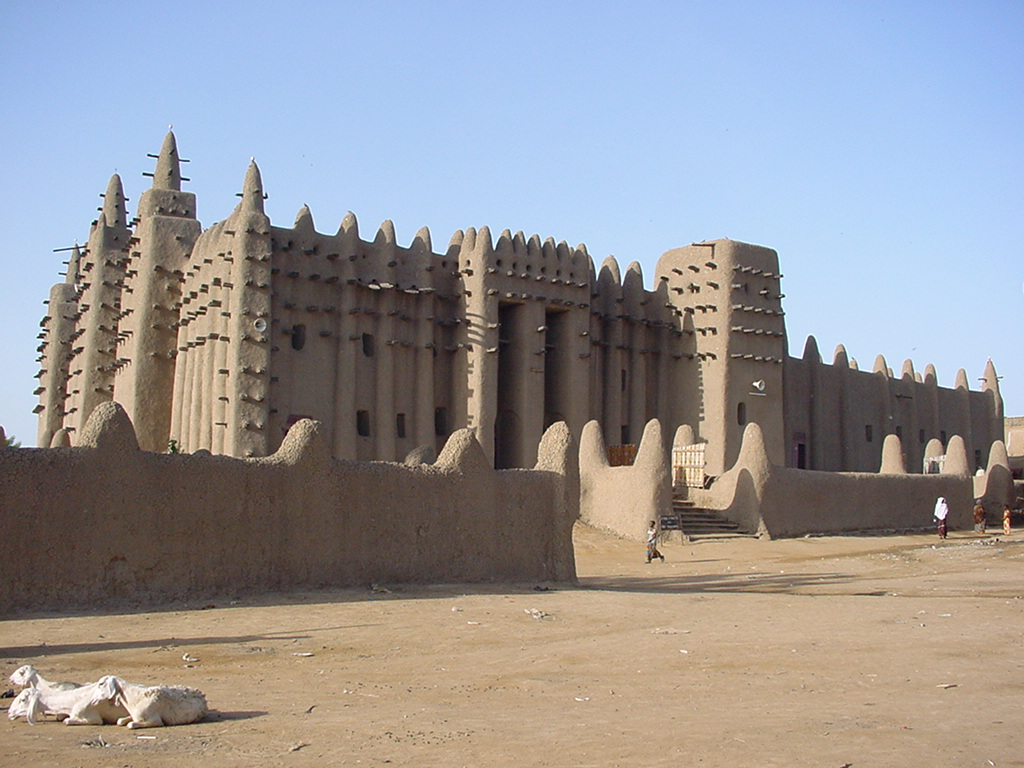
Дженне — город в Мали, основанный в 800 году, важный торговый пункт Торгового пути через Сахару. Исторический центр города, в том числе и изображенная Большая мечеть Дженне, внесён в список Всемирного наследия

Главные караванные торговые пути несколько раз смещались. Так, до XI в. основной караванный путь проходил через средневековую Гану, с XII в. он переместился на восток, соединив малийские золотые рудники с торговыми городами Северной Африки. Малийское золото, как и многие другие товары (шкуры, страусиные перья и пр.) попадали на Ближний Восток и оттуда нередко в Европу.
С XV в. главный караванный путь стал проходить через хаусаленд.

### Западный торговый путь
Уже в середине VIII в. арабы создали караванный путь между Сиджилмасой в Южном Марокко и Аудагостом в Мавритании. На южной окраине Сахары, куда привозили золото, обосновываются средиземноморские купцы. Там грузы, доставлявшиеся с севера верблюжьими караванами арабо-берберов, перегружались на караваны ослов, которых с юга вели вангара.

### Атлантическое побережье — хаусаленд — Триполи
Падение средневекового Мали в конце XV в., истощение золотых рудников в области Бамбука и образование крупного государственного образования Сонгай привели к смещению торговых путей на восток — из Западного в Центральный Судан.
В XIV в. арабский путешественник Ибн Баттута упоминал торговый путь, проходивший через город Тегазу, главным источником экономического процветания которого была соль, добываемая на близ расположенных рудниках. Соль обменивалась на золото и оттуда доставлялась в Томбукту и Гао и далее распространялась от Чада до Сенегала. При этом её было так много, что, по описаниям Ибн Батутты, дома в городе и мечеть были построены из блоков соли и покрыты верблюжьими шкурами. При этом жители соляной столицы сильно зависели от прибывающих туда караванов с продовольствием. Нередко случалось так, что из-за задержки каравана люди погибали.
В XIX в. главный торговый путь, связывающий хаусаленд (в основном через города-государства Кано и Кацина) и Северную Африку, заканчивался в Триполи.
С 1820-х гг. и вплоть до прекращения транссахарской торговли важным также стал путь Кано — Аир — Гадамес. В транссахарской торговле через хаусаленд, помимо хауса, участвовали вангара, туареги нагорья Аир, а также арабские купцы. Последние, приводящие в хаусаленд караваны, от 40 по 100 верблюдов, были освобождены от таможенных пошлин, им также предоставлялась защита со стороны властей. Совершив длительный путь, они останавливались в городе от нескольких месяцев до нескольких лет, где жили в отдельных кварталах, зачастую обзаведясь семьями.

## Устройство торговли
Путь через Сахару в мирное время занимал более года. Арабские купцы, прибыв в пункт назначения, оставались в городских поселениях, где, как правило, жили в изолированных кварталах и пользовались особой защитой со стороны властей. Зачастую они обзаводились семьей.
Караванные пути функционировали определенную часть года. Так, например, в хаусанские города-государства купцы прибывали между апрелем и октябрём.

### Предметы торговли

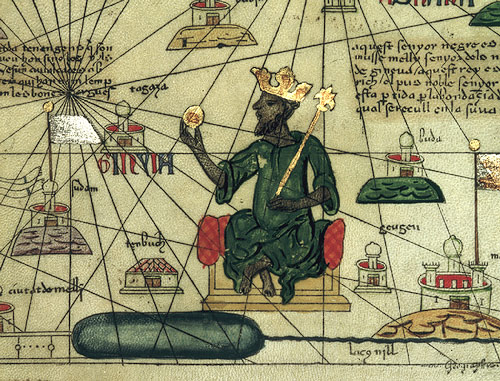
Манса Муса, держащий в руках золотой самородок (миниатюра из Каталонского атласа)

Через Сахару везли медь, рабов, слоновую кость, орехи кола, страусиные перья, кожи и некоторые предметы роскоши.
Однако основными предметами обмена служили золото и соль, стоимость которых в определенные эпохи составляла 1:1. Большая часть золота, проходившего через Гану, добывалась на приисках Бамбука, местности между реками Сенегал и Фалеме. Другие золотоносные земли Западной Африки были расположены южнее. Золотоискателями были по большей части обыкновенные земледельцы, использовавшие добычу золота как дополнительный заработок.

### Караваны

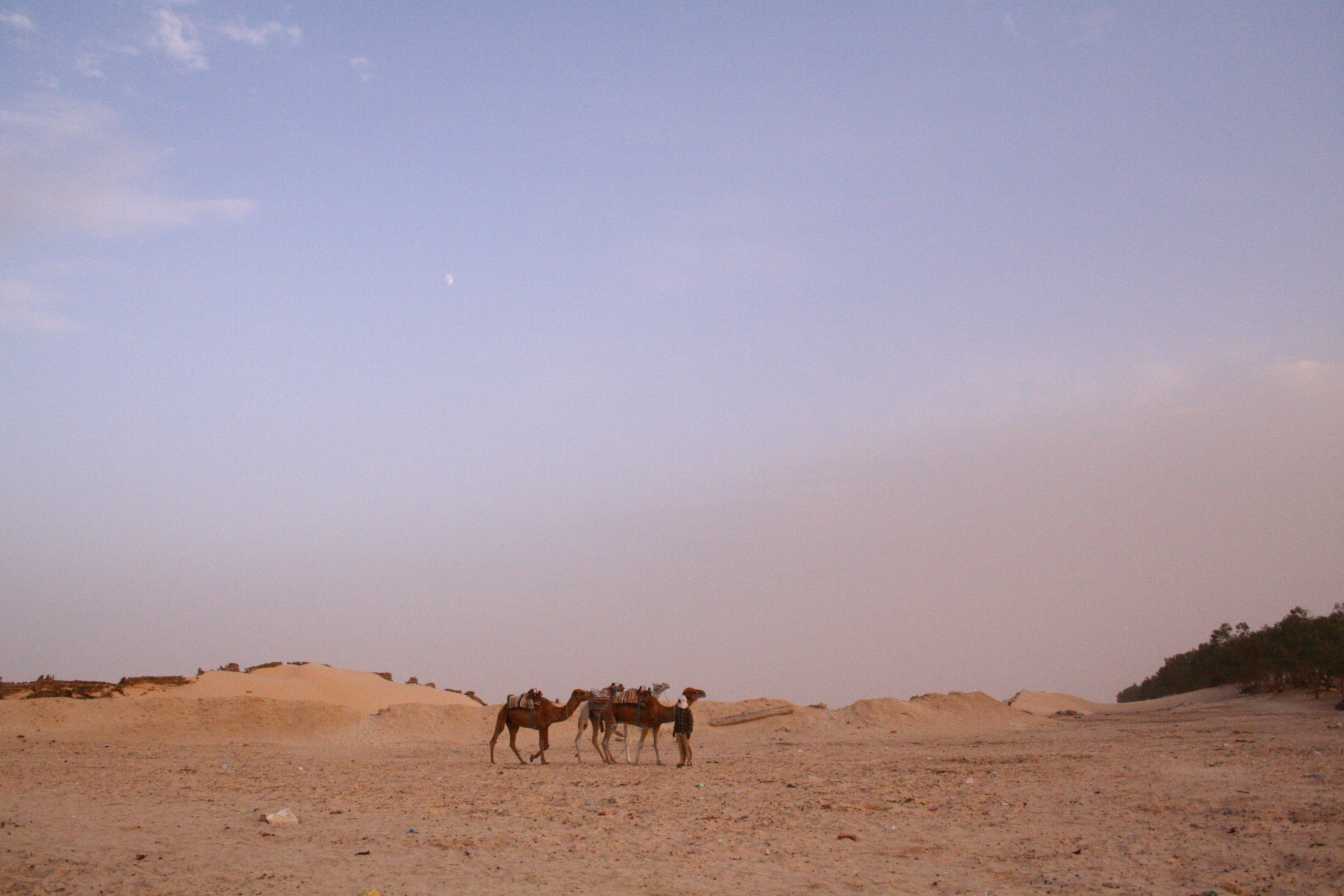
Нынешние берберы сохранили многие черты образа жизни своих предков

Товары перевозились с помощью караванов верблюдов-дромадеров. Перед тем, как быть собранными в караван, животные откармливались в течение нескольких месяцев на равнинах Магриба или Сахеля. По рассказам Ибн Баттуты (1304—1377), который путешествовал с одним из караванов, средний размер каравана был порядка 1000 верблюдов, а иногда достигал и 12 000. Караваны вели высокооплачиваемые берберские проводники, хорошо знавшие пустыню и населявшие её кочевые племена туарегов. Выживание каравана зависело от слаженной работы многих. Вперёд к оазисам посылали гонцов, которые могли привезти воду из тех мест, до которых каравану было ещё несколько дней пути.

## Упадок
Великие географические открытия, в первую очередь открытие и эксплуатация португальцами пути в Индию вокруг Африки, привели к появлению европейских факторий на африканском побережье и постепенной колонизации. Тем не менее, на протяжении длительного времени в местной торговле европейцы преимущественно пользовались услугами арабских и африканских торговцев. Однако транссахарской торговле был нанесён существенный урон из-за битвы при Тондиби и разгрома Сонгаи марокканцами в 1591 году.
После установления морских путей сообщения между побережьем Западной Африки и Европой в первой половине XIX в., транссахарская торговля начала приходить в упадок, тем не менее, она продолжала существовать до конца первой четверти XX в. К 1873 г. даже наметился незначительный рост, в связи с тем, что в Европе вошли в моду страусиные перья. Так английский энтомолог П. Стодингер, посетивший Кано в 1880-х гг., отмечал, что товары, привезенные по транссахарским путям, стоили дешевле тех, которые привозили морским путём. Он объяснял это использованием рабской силы во время переходов и дешевыми средствами перевозки. А в 1908 г. Ф. Лугард предложил арабскому купцу по имени Насруф переправить свои товары морским путём через Лагос и Ливерпуль в Триполи. По словам купца, перевозка оказалась дешевле, и путь занял меньше времени, но проживание в Ливерпуле уравновесило расходы.
Окончательный удар транссахарской торговле нанесло строительство железных дорог, а также итало-турецкая война 1911—1912 гг., в ходе которой боевые действия затронули Триполи, важный торговый центр в Северной Африке. Кроме того, свою роль сыграло разделение единого экономического пространства новыми границами, установленными европейцами, в частности во время Берлинской конференции.